# Xiahe (sockenhuvudort i Kina, Hebei Sheng, lat 38,70, long 114,75)
Xiahe är en sockenhuvudort i Kina. Den ligger i provinsen Hebei, i den norra delen av landet, omkring 190 kilometer sydväst om huvudstaden Peking. Antalet invånare är 31 528. Befolkningen består av 16 091 kvinnor och 15 437 män. Barn under 15 år utgör 23,0 %, vuxna 15-64 år 68 %, och äldre över 65 år 7,0 %.
Runt Xiahe är det tätbefolkat, med 476 invånare per kvadratkilometer. Närmaste större samhälle är Lingshan, 14,0 km nordväst om Xiahe. Trakten runt Xiahe består till största delen av jordbruksmark.
Genomsnittlig årsnederbörd är 675 millimeter. Den regnigaste månaden är juli, med i genomsnitt 200 mm nederbörd, och den torraste är januari, med 3 mm nederbörd.